# Тернер Стівенсон
Тернер Стівенсон (англ. Turner Stevenson, нар. 18 травня 1972, Прінс-Джордж) — колишній канадський хокеїст, що грав на позиції крайнього нападника. Грав за збірну команду Канади.
Володар Кубка Стенлі. Провів понад 700 матчів у Національній хокейній лізі. 

## Ігрова кар'єра
Хокейну кар'єру розпочав 1988 року в ЗХЛ.
1990 року був обраний на драфті НХЛ під 12-м загальним номером командою «Монреаль Канадієнс». 
Протягом професійної клубної ігрової кар'єри, що тривала 15 років, захищав кольори команд «Монреаль Канадієнс», «Нью-Джерсі Девілс» та «Філадельфія Флаєрс».
Загалом провів 711 матчів у НХЛ, включаючи 67 ігор плей-оф Кубка Стенлі.
Виступав за національну збірну Канади.

## Нагороди та досягнення
- Перша команда всіх зірок ЗХЛ — 1992.
- Команда всіх зірок Меморіального кубку — 1992.
- володар Кубка Стенлі в складі «Нью-Джерсі Девілс» — 2003.

## Статистика
| Сезон        | Клуб                    | Ліга         | Регулярний сезон | Регулярний сезон | Регулярний сезон | Регулярний сезон | Регулярний сезон | Плей-оф | Плей-оф | Плей-оф | Плей-оф | Плей-оф |
| Сезон        | Клуб                    | Ліга         | І                | Г                | П                | О                | ШХ               | І       | Г       | П       | О       | ШХ      |
| ------------ | ----------------------- | ------------ | ---------------- | ---------------- | ---------------- | ---------------- | ---------------- | ------- | ------- | ------- | ------- | ------- |
| 1988–89      | «Сієтл Тандербердс»     | ЗХЛ          | 69               | 15               | 12               | 27               | 84               | —       | —       | —       | —       | —       |
| 1989–90      | «Сієтл Тандербердс»     | ЗХЛ          | 62               | 29               | 32               | 61               | 276              | 13      | 3       | 2       | 5       | 35      |
| 1990–91      | «Фредеріктон Канадієнс» | АХЛ          | —                | —                | —                | —                | —                | 4       | 0       | 0       | 0       | 5       |
| 1991–92      | «Сієтл Тандербердс»     | ЗХЛ          | 58               | 20               | 32               | 52               | 304              | 15      | 9       | 3       | 12      | 55      |
| 1992–93      | «Фредеріктон Канадієнс» | АХЛ          | 79               | 25               | 34               | 59               | 102              | 5       | 2       | 3       | 5       | 11      |
| 1992–93      | «Монреаль Канадієнс»    | НХЛ          | 1                | 0                | 0                | 0                | 0                | —       | —       | —       | —       | —       |
| 1993–94      | «Фредеріктон Канадієнс» | АХЛ          | 66               | 19               | 28               | 47               | 155              | —       | —       | —       | —       | —       |
| 1993–94      | «Монреаль Канадієнс»    | НХЛ          | 2                | 0                | 0                | 0                | 2                | —       | —       | —       | —       | —       |
| 1994–95      | «Фредеріктон Канадієнс» | АХЛ          | 37               | 12               | 12               | 24               | 109              | —       | —       | —       | —       | —       |
| 1994–95      | «Монреаль Канадієнс»    | НХЛ          | 41               | 6                | 1                | 7                | 86               | —       | —       | —       | —       | —       |
| 1995–96      | «Монреаль Канадієнс»    | НХЛ          | 80               | 9                | 16               | 25               | 167              | 6       | 0       | 1       | 1       | 2       |
| 1996–97      | «Монреаль Канадієнс»    | НХЛ          | 65               | 8                | 13               | 21               | 97               | 5       | 1       | 1       | 2       | 2       |
| 1997–98      | «Монреаль Канадієнс»    | НХЛ          | 63               | 4                | 6                | 10               | 110              | 10      | 3       | 4       | 7       | 12      |
| 1998–99      | «Монреаль Канадієнс»    | НХЛ          | 69               | 10               | 17               | 27               | 88               | —       | —       | —       | —       | —       |
| 1999–00      | «Монреаль Канадієнс»    | НХЛ          | 64               | 8                | 13               | 21               | 61               | —       | —       | —       | —       | —       |
| 2000–01      | «Нью-Джерсі Девілс»     | НХЛ          | 69               | 8                | 18               | 26               | 97               | 23      | 1       | 3       | 4       | 20      |
| 2001–02      | «Нью-Джерсі Девілс»     | НХЛ          | 21               | 0                | 2                | 2                | 25               | 1       | 0       | 0       | 0       | 4       |
| 2002–03      | «Нью-Джерсі Девілс»     | НХЛ          | 77               | 7                | 13               | 20               | 115              | 14      | 1       | 1       | 2       | 26      |
| 2003–04      | «Нью-Джерсі Девілс»     | НХЛ          | 61               | 14               | 13               | 27               | 76               | 5       | 0       | 0       | 0       | 0       |
| 2005–06      | «Філадельфія Флаєрс»    | НХЛ          | 31               | 1                | 3                | 4                | 45               | —       | —       | —       | —       | —       |
| Усього в НХЛ | Усього в НХЛ            | Усього в НХЛ | 644              | 75               | 115              | 190              | 969              | 67      | 6       | 12      | 18      | 66      |